# Chromeurytoma
Chromeurytoma is een geslacht van vliesvleugeligen uit de familie Pteromalidae. De wetenschappelijke naam van dit geslacht is voor het eerst geldig gepubliceerd in 1912 door Cameron.

## Soorten
Het geslacht Chromeurytoma omvat de volgende soorten:
- Chromeurytoma beerwahi (Girault, 1926)
- Chromeurytoma clavicornis Cameron, 1912
- Chromeurytoma emersoni (Girault, 1915)
- Chromeurytoma gregi (Girault, 1915)
- Chromeurytoma iucunda (Girault, 1921)
- Chromeurytoma megastigmoides (Girault, 1926)
- Chromeurytoma miltoni (Girault, 1931)
- Chromeurytoma montana (Girault, 1929)
- Chromeurytoma mycon (Walker, 1839)
- Chromeurytoma nelo (Walker, 1839)
- Chromeurytoma noblei (Girault, 1940)
- Chromeurytoma poeta (Girault, 1939)
- Chromeurytoma silvae (Girault, 1921)
- Chromeurytoma viridis (Girault, 1913)